# Дорошко Петро Онуфрійович
Петро Дорошко (нар. 11 (24) грудня 1910, с. Тупичів, нині Городнянського району, Чернігівська область — 7 січня 2001, Київ) — український поет, письменник, військовий журналіст та мандрівник. Учасник літературної групи «Трактор» (1930—1934). Автор понад сорока поетичних і прозових книг. Перекладач із польської, латвійської та російської літератури. Член КПРС з 1941 року.

## Життєпис та творча спадщина
Народився у селянській родині на Чернігівщині. Навчався в Тупичівській і Городнянській школах. Рідний брат — сільський вчитель, був репресований комуністичною владою та загинув напередодні Другої світової війни.
Закінчив Харківський інститут професійної освіти (нині —Харківський університет) (1933).
Друкуватися почав 1928 року. Перша книжка — поема «Переможці степу» (1931) — про соціалістичні перетворення на селі. В поетичних збірках довоєнного часу: «Декади зросту» (1932), «Передгроззя» (1935), «Бронза» (1937), «Полісянки» (1939), «Рідна сторона» (1941) присутні теми комуністичної ідеології, прославляння фанатичної праці, але також притаманні і ліричні мотиви, локальний патріотизм (тема лівобережного Полісся).
Ще студентом стає членом літературного об'єднання «Трактор» (1930—1934), яке безапеляційно заявляло, що воно є «пролетарським загоном письменників, що пишуть про село». Група діяла під час Голодомору і відзначалася одіозною «класовою установкою», в якій домінували декларативність, схематизм. Влада сприяла просуванню творчості об'єднання, яке мало власний журнал і можливості публікуватись у контрольованих нею радянських виданнях.
Петру Дорошку вдалося вийти з-під впливу цієї групи  наприкінці 1930-х років. У збірках «Полісянка» (1939) та «Рідна сторона» (1941) помічається відчуження від штампів «молодечого ентузіазму», стильової аморфності. Порівняно з першими збірками («Переможці степу», 1931; «Декада зросту», 1932) зросла його поетична техніка, хоч колаборація з комуністичною владою проявляється у них відверто.
Під час життя у Харкові, у якому він мешкав з 1923 року, був знайомий із Майком Йогансеном та Миколою Бажаном, про яких згодом залишив спогади.
Учасник радянсько-німецької війни. Писав фронтові статті як військовий журналіст. спочатку дивізійної, потім фронтової газети “За честь Батьківщини”. В його військову біографію ввійшли бої на Сіверському Донці, на Міусі, на Дону, в Сталінграді, на Дніпрі, на Віслі і на Одері. Події Другої світової війни відбиті в збірках віршів «Сади Червонограда» (1943), «Дальні заграви» (1945), поемі «Сандомирський плацдарм» (1948). 
Для наступних поетичних книжок («Насущний хліб» (1946), «Пісні праці» (1949), «Єдність» (1950), «Труд і мир» (1951), «Серед степу широкого» (1952), «Дальні подорожі» (1954), «Літа і думи» (1957), «Тобі, народе мій» (1959), «Живі джерела» (1960), «Літа, дороги, зустрічі» (1961), «Мої тривоги» (1964), «Викарбую на камені» (1966), «Іволги мого саду» (1969), «Слід» (1971) характерні ліричні інтонації, тема миру, дружби народів, любові до природи, поетизація подорожей. 
У збірках «Заполяр'я» (1950), «Живі джерела» (1961) знайшли творчий відгук численні подорожі Дорошка  російською Азією, Сибіром, Сахою.
Поемам Петра Дорошка — «Сандомирський плацдарм» (1948), «Городок» (1951), шахтарській повісті у віршах «Три богатирі» (1959), незважаючи на те, що вони написані в стилі соцреалізму,  притаманні сюжетність та епічність поетичність письма, точна предметність малюнка, введення в поетичний текст свіжих прозаїчних деталей, виразність метафор, невимушеність розповідних інтонацій — визначальні риси поем "Сандомирський плацдарм" (1948), "Городок" (1951), шахтарської повісті у віршах "Три богатирі" (1959). У поемі «Вілюйський в'язень» (1955)  поет відтворив образ Миколи Чернишевського.
Поезія П. Дорошка друкувалась виданнями української діяспори. У 1959 році найстаріша у світі україномовна газета «Свобода» опублікувала вірш Петра Дорошка «У рідколіссі» зі збірки «Літа і думи» (1957), три рядка якого стали класичними: «Там горлиця туркоче віддалік, Літам зозуля підбиває лік, Там все, що серцю може дать Полісся».. 
Журнал «Нові дні» у травні 1959 р. та вересні 1961 р.  друкує вірші П. Дорошка „Будинок над Случчю“ та «Влітку»,. 
У числі 65/66 за травень-червень 1961 р. в дитячому журналі «Соняшник», який видавався в Торонто Петром Волиняком, опублікований вірш Дорошка «Печериці». Свою збірку віршів для дітей П. Дорошко видав у 1960 р. під назвою «У Оленки коло хати».
Драматична поема-п'єса «Спалах уночі» (1965) присвячена Тарасу Шевченкові. Дорошко пробує себе у поетичній драматургії — дев'ять сцен ілюструють життя Шевченка після арешту у справі Кирило-Мефодіївського братства (1847). Центральна картина — уявна розмова українського в'язня з московським царем. 
|  | З п'єси «Спалах уночі»: ...Росія, не тільки десь там дикі вятські нетрі із тисячею виморочних душ — Імперія! І цар у ній — один. ...а тая Русь невольна придушує всі паростки свободи у Польщі, на мадьярах, у Європі. Сама уярмлена, глуха, нещасна. Сама століття не живе — конає. І жити не дає — дворянська, жандармська, поліцейська Русь- Росія. |

На думку критиків, це найвизначніший твір Дорошка у жанрі ліричного епосу. Крім того, тематика твору дала змогу автору оголити антиколоніальний протест проти національних утисків в СРСР[джерело?].
Перший твір Петра Дорошка, як прозаїка — повість «Лісова Гута», події якої відбуваються у мальовничому селі над Десною, побачила світ у 1964 році. Згодом вийшли повість «Миколина Антарктида» та роман «Не повтори мою долю» (1968), у яких порушені гострі морально-етичні проблеми.
Перу П.Дорошка-прозаїка належить і невелика книжка «Від зорі до зорі» (1987) – спогади про М. Бажана, О. Твардовського, невеликі оповідання, головним чином, про рідну природу.
Тяжка хвороба вибила письменника на початку 1970-х років із звичного трибу життя і значною мірою унеможливила його систематичну літературну діяльність.

### Творчість після 1991 року
У 1991 році виходить двотомник вибраних творів П. Дорошка, до якого, поряд з відомими творами письменника, уміщено також раніше неопубліковані. Серед них вірш «Українська поезія» з такими  строками: «Я, злякана, народ свій забувала, / Цуралась наших прадідівських слів, / Закривши блудні очі, восхваляла / Тупих народу нашого катів. / А я ж колись крізь долі заозерні / Будила в думах Січ за волю стать. / І ось мене псаломщики мізерні / Рабинею зробили, щоб продать». 

### Переклади
Переклав низку творів Янки Купали, Людмила Стоянова, Акакія Церетелі, Яна Райніса, Назима Хікмета, Коста Хетагурова, Ованеса Туманяна, Юліуша Словацького, а також російських літераторів: Пушкіна, Крилова, Некрасова, Маяковського, Щипачова, Тіхонова. 
Збірки та окремі поезії Петра Дорошка перекладені азербайджанською,білоруською, російською, румунською, чеською, якутською мовами.

## Видання творів
- Переможці степу: Поема. Х.; К., 1931
- Декади зросту: Вірші. Х.; К., 1932
- Передгроззя: Поезії. К.; Х.: Держлітвидав УРСР, 1935. - 107 с.
- Бронза: Поезії. К.; Х., 1937
- Полісянки: Поезії. К., 1939
- Війна почалася: Вірш. Пощади ворогу не буде!, зб. – К.; Х.: Радянський письменник, 1941 – 23 с.
- Рідна сторона: Поезії. К.; Х., 1941
- Сади Червонограда: Поезії. Уфа, 1943
- Дальні заграви: Вірші. К.; Х., 1945
- Насущний хліб: Поезії. К., 1946
- Сандомирський плацдарм: Поема. К., 1948
- Єдність: Поезії. К., 1950
- Заполяр'я: Кн. поезій. К.; Х., 1950
- Труд і мир: Поезії. К: Держлітвидав України, 1951
- Городок: Поема. К., 1951
- Серед степу широкого: Поезії. К., 1952
- Дальні подорожі: Поезії. К., 1954
- Єрмен-Чечен: Алтай. казка. К., 1954
- Вілюйський в'язень: Поема. К., 1955
- Літа і думи: поезії. — К: Радянський письменник, 1957. — 202 с.
- Тобі, народе мій: Поезії. К., 1959
- Три богатирі: Повість у віршах. К., 1959
- У Оленки коло хати // У труді зростаємо: зб. / Дитвидав України, 1959 — с. 119-121
- Живі джерела: Поезії. К., 1960
- Дарунок: Поезії. К. : К. : Держлітвидав України, 1960
- У Оленки коло хати: Вірші для дітей. К. : Дитвидав, 1960
- Літа, дороги, зустрічі: Поезії. К. : Держлітвидав України, 1961
- Пісня продовжується: Поезії. К., 1962
- Мої тривоги: Поезії. К., 1964
- Лісова Гута: Повість. – К. : Молодь, 1964. – 80 с.
- Сполох уночі: Драм. поема. К. : Радянський письменник, 1965 — 172 с.
- Викарбую на камені: Поезії. К. : Дніпро, 1966
- Не повтори мою долю: Роман. К., 1968
- Іволги мого саду: Поезії. К., 1969
- Слід. / передм. М. Терещенка /. К., 1971
- Лісова Гута. Не повтори мою долю. Миколина Антарктида —  К. : Дніпро, 1974 — 444 с.
- Вибрані твори в 2 томах. К. : Дніпро, 1980 — 901 с.
  - Т. 1 —  вірші 1930-х — 1950-х рр., поеми — Дитинство, Сандомирський плацдарм, Заповіт, Городок, казка Єрмен-Чечен.
  - Т. 2 — вірші 1952-1969 рр., Вілюйський в'язень, Сполох уночі
- Від зорі до зорі. К., 1987
- Вибрані твори в 2 томах / передм. Л. Новиченка;  портр. роботи В. П. Литвиненка / — К.: Дніпро, 1991
  - Т. 1 —  Поезії, Сполох уночі — 428 с.
  - Т. 2 — Лісова Гута, Миколина Антарктида, спогади про  М. Йогансена, О. Твардовського, М. Бажана, Осінній подих (оп. про дитинство),  Від зорі до зорі (мисливські та рибалькі згадки) — 590 с.

### Видання творів, перекладених П. Дорошком
- Ян Райніс. Лірика / пер. з латиськ.; вст. ст. М. Терещенка; худ. Л. Склютовський / К. : Дніпро, 1965 — 224 с.(Б-ка Перлини світ. лірики);
- Ю. Словацький. Поезії / пер. з польськ.; вст. ст. Г. Вервеса; худ. В. Василенко / К. : Дніпро, 1969 — 212 с. (Б-ка Перлини світ. лірики)

### Переклади творів П. Дорошка іншими мовами
- Юг и Север. М., 1953; (рос.)
- Думы мои. М.-Л. : Советский писатель, 1963 - 106 с.(рос.)
- Не повтори мою судьбу. М., 1972 (рос.)

## Електронний ресурс
- Твори П. Дорошка в електронній бібліотеці Чтиво
- Твори П. Дорошка в електронній бібліотеці Flibusta
- Твори П. Дорошка в електронній бібліотеці порталу Експеримент